# Omer Bartov
Omer Bartov (Ein HaHoresh, 1954) es un profesor israelí de historia europea y estudios alemanes en la Universidad Brown en Providence, Rhode Island (Estados Unidos). Actualmente está considerado como uno de los principales historiadores del mundo en el campo de la investigación del genocidio y también sobre la Segunda Guerra Mundial, donde ha investigado los crímenes de la Wehrmacht en el Frente oriental y el adoctrinamiento político e ideológico de los combatientes.
Es autor de siete libros sobre el tema entre los que cabe destacar The Eastern Front, 1941-1945, Murder in Our Midst: The Holocaust, Industrial Killing y Erased: vanishing traces of Jewish Galicia in present-day Ukraine.

## Biografía

### Juventud y educación
Omer Bartov nació en 1954 en Ein HaHoresh, en el Distrito Central de Israel y creció allí. Después de completar su educación secundaria, se alistó en el ejército israelí donde ascendió a oficial en 1973. Después de cuatro años, dejó el servicio militar y comenzó a estudiar historia en la Universidad de Tel Aviv, donde se graduó summa cum laude en 1979. Luego completó sus estudios en St Antony's College en Oxford, donde se graduó en 1983 con un doctorado en la guerra alemana contra la Unión Soviética.

### Investigación y docencia
Después de completar sus estudios, enseñó inicialmente en las universidades estadounidenses de Princeton y Harvard. En 1985 trabajó en la Oficina de Investigación de Historia Militar en Friburgo con una beca Alexander von Humboldt, donde conoció a Manfred Messerschmidt. La colaboración con Messerschmidt y, sobre todo, su estudio The Wehrmacht and the NS State influyeron en Bartov en su trabajo posterior.
Actualmente es profesor honorario en la Universidad de Brown, donde dirige el Departamento de Estudios Alemanes, trabaja en un proyecto de investigación sobre la historia de la población multiétnica de la ciudad ucraniana de Búchach.
Bartov es considerado uno de los principales expertos mundiales en el estudio del genocidio durante la Segunda Guerra Mundial. En sus escritos, cuestiona el mito de la Wehrmacht inocente, un estereotipo que considera que la Wehrmacht era una entidad políticamente neutral y que no estuvo involucrada en crímenes de guerra o crímenes de lesa humanidad en la Segunda Guerra Mundial. Por el contrario, argumenta que la Wehrmacht, como una de las estructuras de la Alemania nazi, desempeñó un papel clave en el Holocausto y en otros crímenes cometidos contra civiles y prisioneros de guerra en los territorios ocupados de la Unión Soviética y otros países.

## Puntos de vista políticos
En agosto de 2023, Bartov fue uno de los más de 1500 académicos y figuras públicas estadounidenses, israelíes, judíos y palestinos que firmaron una carta abierta en la que declaraban que Israel aplicaba «un régimen de apartheid» en los territorios palestinos ocupados y pedían a los grupos judíos estadounidenses que se manifestaran contra la ocupación en Palestina.
Bartov afirmó que el 37.º gobierno de Israel supuso «un cambio radical», y añadió: «Soy historiador del siglo XX y no hago analogías a la ligera», antes de relatar cómo la incorporación de la política marginal a la corriente dominante en Europa condujo al fascismo, enfatizando: «Este es el momento actual en Israel. Es aterrador verlo».
El 10 de noviembre de 2023, defendió en The New York Times, en relación con la guerra de Gaza, que: «como historiador del genocidio, creo que no hay pruebas de que un genocidio se esté desarrollando ahora en Gaza, aunque es muy probable que estén sucediendo crímenes de guerra e incluso crímenes contra la humanidad». En enero de 2024, dijo que Israel había expresado repetidamente intenciones genocidas contra los palestinos en la Franja de Gaza durante la guerra de Gaza. En agosto de ese año, tras haber visitado Israel nuevamente en junio, Bartov dijo que el país «estaba involucrado en crímenes de guerra sistemáticos, crímenes contra la humanidad y acciones genocidas»:

Bartov escribió en The Guardian, en agosto de 2024: "Para cuando viajé a Israel, me había convencido de que, al menos desde el ataque de las Fuerzas de Defensa de Israel (FDI) contra Rafah el 6 de mayo de 2024, ya no era posible negar que Israel estaba involucrado en crímenes de guerra sistemáticos, crímenes de lesa humanidad y actos genocidas. No se trataba solo de que este ataque contra la última concentración de gazatíes —la mayoría de ellos desplazados ya varias veces por las FDI, que ahora los empujaban de nuevo a una supuesta zona segura— demostrara un total desprecio por cualquier estándar humanitario. También indicaba claramente que el objetivo final de todo este proyecto, desde el principio, había sido hacer inhabitable toda la Franja de Gaza y debilitar a su población hasta tal punto que se extinguiría o buscaría todas las opciones posibles para huir del territorio. En otras palabras, la retórica proferida por los líderes israelíes desde el 7 de octubre se estaba convirtiendo en realidad; es decir, como lo expresa la Convención de la ONU sobre el Genocidio de 1948, que Israel estaba actuando". “con la intención de destruir, total o parcialmente”, a la población palestina de Gaza, “como tal, matando, causando daños graves o infligiendo condiciones de vida destinadas a provocar la destrucción del grupo”.

El 24 de abril de 2025, declaró: «Es un error llamarlo "guerra". [...] Se trata de una ocupación de las Fuerzas de Defensa de Israel (FDI) diseñada para apoderarse de Gaza. Por supuesto, habrá resistencia, pero será una resistencia guerrillera». También señaló que la violencia se había intensificado más allá de Gaza, incluyendo Cisjordania. En julio de 2025, Bartov escribió un ensayo en The New York Times en el que argumentaba que Israel está cometiendo genocidio contra el pueblo palestino y señaló que otros expertos en estudios sobre genocidio habían llegado a la misma conclusión.

## Premios
- 2018: Premio Nacional del Libro Judío en la categoría Holocausto por Anatomy of a Genocide: The Life and Death of a Town Called Buczacz.[12]

## Obras

### En inglés
- — (1986). The eastern front, 1941-45 : German troops and the barbarisation of warfare. Nueva York: Palgrave Macmillan. ISBN 978-1-349-18189-6. OCLC 1304838602.
- — (2007). Erased: vanishing traces of Jewish Galicia in present-day Ukraine. Princeton: Princeton University Press. ISBN 978-1-4008-6689-2. OCLC 903584275.
- — (2000). Mirrors of destruction: war, genocide, and modern identity. Oxford University Press. ISBN 0-19-507723-7. OCLC 42022246.
- — (2005). The "Jew" in cinema: from the golem to Don't touch my Holocaust. Indiana University Press. ISBN 0-253-21745-8. OCLC 55633594.
- — (2009). Hitler's army : soldiers, Nazis, and war in the Third Reich (part work). CNIB. ISBN 978-0-616-49313-7. OCLC 1012106475.
- — (2000). Holocaust : origins, implementation, aftermath. Routledge. ISBN 0-203-15882-2. OCLC 48139639.
- — (2018). Anatomy of a genocide: the life and death of a town called Buczacz. Nueva York: Simon & Schuster. ISBN 978-1-4516-8454-4. OCLC 1039472089.
- — (1997). Murder in our midst : the Holocaust, industrial killing, and representation. Oxford University Press Inc, USA. ISBN 0-19-509848-X. OCLC 60181844.
- — (2003). Germany's War and the Holocaust: Disputed Histories. Cornell University Press. ISBN 978-0-8014-6882-7. OCLC 1076408358.
- — (2022). Tales from the borderlands: making and unmaking the Galician past. Yale University Press. ISBN 978-0-300-26500-2. OCLC 1328135795.

### En español
- — (2017). El ejército de Hitler: soldados, nazis y guerra en el Tercer Reich (1.ª edición). La esfera de los libros. ISBN 978-84-9060-878-4. OCLC 1018135990.
- — (2016). Borrados. Malpaso Ediciones. ISBN 978-84-16420-91-9. OCLC 1083465399.